# 디디에 드로그바
디디에 이브 드로그바 태빌리(프랑스어: Didier Yves Drogba Tébily, 프랑스어 발음: [didje dʁɔɡba]; 1978년 3월 11일~)는 코트디부아르의 전 축구 선수 로, 현재 미국 유나이티드 사커 리그의 피닉스 라이징의 공동 구단주이다. 드로그바는 코트디부아르가 낳은 최고의 축구 선수로 평가되고 있으며 코트디부아르를 3회 연속 FIFA 월드컵 본선 진출로 이끈 주인공이기도 하다.

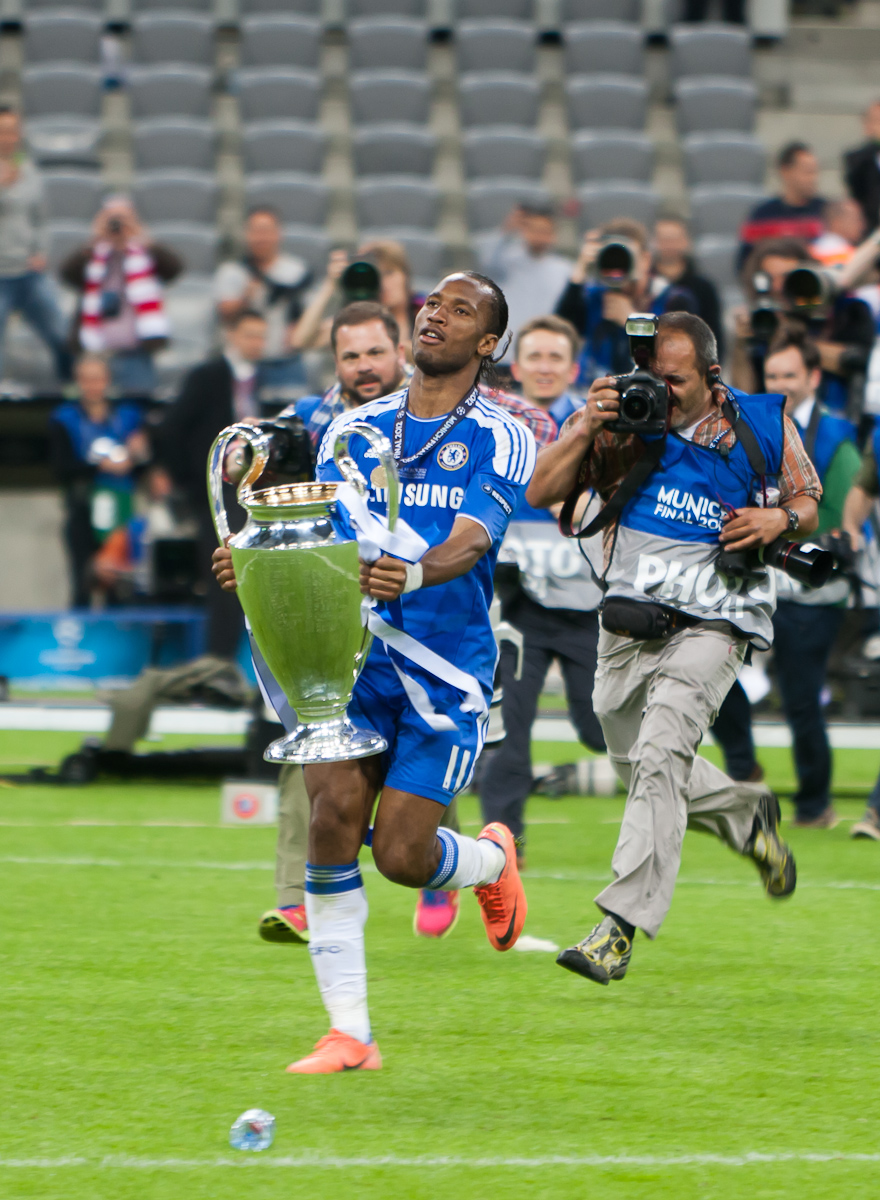
챔피언스리그 우승 직후 "빅 이어"를 들고 경기장을 활보하는 드로그바

드로그바는 1978년 3월 11일 코트디부아르의 최대 도시인 아비장에서 태어났다. 어린 시절은 코트디부아르에서 지냈으나, 곧 프랑스에 양자로 보내졌다. 5살 때 처음으로 태어난 나라를 벗어나 프랑스로 왔다.
그의 삼촌이자 축구 선수였던 미셸 고바가 있던 브르타뉴 지역에 위치한 브레스트로 향했다. 그는 삼촌과 함께 브레스트, 앙굴레움, 둔케르 등지에서 3년을 보낸 뒤, 코트디부아르로 돌아갔다.
이후 르망, 갱강, 올랭피크 마르세유에서 활약하였다. 그는 올랭피크 마르세유를 2003-04 시즌 UEFA컵 결승전에 올려 놓으면서 전 세계의 주목을 받게 된다. UEFA컵 결승전에서 드로그바의 능력을 알아본 조제 모리뉴는 첼시의 감독으로 선임된 이후 곧바로 드로그바를 영입하였다.
드로그바는 2005년에 에르난 크레스포가 첼시에 임대 영입 형식으로 들어오자, 크레스포와 포지션이 같은 탓에 매우 치열한 주전 경쟁을 해야 했다. 하지만 크레스포가 영어로 의사소통을 하는 것이 불가능하다는 점 등 잉글랜드에서의 생활에 전혀 적응을 못하고 끝내 첼시를 떠나자 첼시 부동의 주전이 되었다. 드로그바는 탁월한 골결정력으로 짧은 시간 내 첼시의 없어서는 안될 공격 자원으로 등극하였으며, 2005-06 시즌에는 11개의 어시스트를 하면서 프리미어리그 도움왕에 올랐다. 프리미어리그 2006-07에서는 20골을 넣으며 아프리카인 최초로 "프리미어리그 득점왕"에 올랐다.
2008-09 시즌 초반에는 부상 및 경기력 기복 등으로 인해 인테르나치오날레 이적이 거론되었으나, 거스 히딩크가 첼시 지휘봉을 잡으며 급속도로 경기력을 회복하였다. 안첼로티 감독 부임 이후인 2009-10 시즌에는 웨인 루니(26골)의 부상을 틈타 29골을 기록하며 다시 득점왕을 거머쥘 만큼 절정의 결정력을 보여주였다. (그 중 페널티킥에 의한 득점은 1골에 불과했다.)
2011-12 시즌 초반, 안드레 빌라스보아스 감독과의 마찰로 출전 기회가 적어지고 부진도 겹쳐 선수 생활에 위기가 찾아왔으나, 로베르토 디 마테오 대행 체제 이후 FC 바르셀로나와의 챔피언스리그 준결승 1차전에 선발 출장하여 전반 추가 시간에 승부를 결정짓는 득점을 기록하였다. 2012년 5월 19일 드로그바는 바이에른 뮌헨과의 결승전에서 패색이 짙던 88분에 동점골을 넣었고, 승부차기에서 첼시의 5번째 키커로 나와 득점에 성공하며, 팀의 챔피언스리그 첫 우승에 크게 기여하였다.
2012년 첼시와의 계약이 만료되어 첼시를 떠나 중국의 상하이 선화로 이적하였다. 계약기간은 2년 6개월이었다. 그러나 중국에서의 적응 실패 및 팀과의 갈등으로 인해 상하이 선화에서 이탈하였다.
2013년 1월 28일 드로그바는 튀르키예의 갈라타사라이로 이적하였다. 계약 기간은 1년 6개월이었으며 주급 40만 유로를 지급하는 조건 외에 출전 수당으로 1만 5천 유로를 지급하는 것으로 알려졌다. 상하이 선화는 드로그바의 이적을 방해하려고 항의서를 제출했지만, FIFA는 갈라타사라이 이적을 승인했다. 갈라타사라이에서도 준수한 활약을 펼쳤으며, 2013-14년 시즌을 끝으로 계약이 종료되었다.
2014년 7월 25일 첼시 FC와 1년 계약을 맺었고 2년만에 첼시로 복귀했다. 2014-15 시즌, 총 7골을 넣었고, 팀의 리그 우승에 기여하였다. 시즌 종료와 함께 첼시에서의 계약도 종료되었다.

## 국가대표팀 경력
드로그바는 첫 출전한 2006년 FIFA 월드컵에서는 비록 고국 팀이 탈락했지만, 아르헨티나와의 첫 경기에서 득점을 기록하며 코트디부아르 대표 공격수의 면모를 보여 주었다. 하지만 경고 누적으로 마지막 경기였던 세르비아 몬테네그로전에서는 결장했고, 그 경기에서 코트디부아르는 보나방튀르 칼루와 아뤼나 댕단의 멀티골로 FIFA 월드컵 첫 승리를 신고했다.
그는 2010년 FIFA 월드컵을 앞두고 일본과의 친선 경기에서 다나카 마르쿠스 툴리오와의 몸싸움 도중 부상을 입어 월드컵 출전이 무산되는 듯 하였으나, 최종 엔트리에 포함되었다. 그는 조별 리그에서 1득점 1도움을 기록하였으나, 팀은 16강전에 오르지 못하고 탈락하였다. 북한과의 최종전에서 무득점에도 맨 오브 더 매치에 선정되었다.
2014년 FIFA 월드컵 일본과의 조별리그 1번째 경기에서 교체 출전하였고, 그의 출장과 함께 팀은 2-1로 역전승에 성공하였다. 하지만 같은 조에 속한 콜롬비아,그리스와의 대결에서 분전 끝에 패하며 팀은 조3위로 16강 진출이 좌절되었다. 2014년 FIFA 월드컵을 끝으로 대표팀에서 은퇴하였다.

## 경력 통계

### 클럽
| 클럽         | 시즌    | 리그 2         | 리그 2         | 쿠프 드 프랑스  | 쿠프 드 프랑스  | 쿠프 드 라 리그 | 쿠프 드 라 리그 | 대륙간 컵 | 대륙간 컵 | 기타 | 기타 | 합계 | 합계 |
| 클럽         | 시즌    | 출장           | 득점           | 출장            | 득점            | 출장            | 득점            | 출장      | 득점      | 출장 | 득점 | 출장 | 득점 |
| ------------ | ------- | -------------- | -------------- | --------------- | --------------- | --------------- | --------------- | --------- | --------- | ---- | ---- | ---- | ---- |
| 르망         | 1998–99 | 2              | 0              | 0               | 0               | 0               | 0               | 0         | 0         | 0    | 0    | 2    | 0    |
| 르망         | 1999–00 | 30             | 7              | 0               | 0               | 2               | 0               | 0         | 0         | 0    | 0    | 32   | 7    |
| 르망         | 2000–01 | 11             | 0              | 3               | 1               | 0               | 0               | 0         | 0         | 0    | 0    | 14   | 1    |
| 르망         | 2001–02 | 21             | 5              | 1               | 1               | 2               | 1               | 0         | 0         | 0    | 0    | 24   | 7    |
| 합계         |         | 64             | 12             | 4               | 2               | 4               | 1               | 0         | 0         | 0    | 0    | 72   | 15   |
| 클럽         | 시즌    | 리그 1         | 리그 1         | 쿠프 드 프랑스  | 쿠프 드 프랑스  | 쿠프 드 라 리그 | 쿠프 드 라 리그 | 대륙간 컵 | 대륙간 컵 | 기타 | 기타 | 합계 | 합계 |
| 클럽         | 시즌    | 출장           | 득점           | 출장            | 득점            | 출장            | 득점            | 출장      | 득점      | 출장 | 득점 | 출장 | 득점 |
| 갱강         | 2001–02 | 11             | 3              | 0               | 0               | 0               | 0               | 0         | 0         | 0    | 0    | 11   | 3    |
| 갱강         | 2002–03 | 34             | 17             | 3               | 4               | 2               | 0               | 0         | 0         | 0    | 0    | 39   | 21   |
| 합계         |         | 45             | 20             | 3               | 4               | 2               | 0               | 0         | 0         | 0    | 0    | 50   | 24   |
| 클럽         | 시즌    | 리그 1         | 리그 1         | 쿠프 드 프랑스  | 쿠프 드 프랑스  | 쿠프 드 라 리그 | 쿠프 드 라 리그 | 대륙간 컵 | 대륙간 컵 | 기타 | 기타 | 합계 | 합계 |
| 클럽         | 시즌    | 출장           | 득점           | 출장            | 득점            | 출장            | 득점            | 출장      | 득점      | 출장 | 득점 | 출장 | 득점 |
| 마르세유     | 2003–04 | 35             | 19             | 2               | 1               | 2               | 1               | 16        | 11        | 0    | 0    | 55   | 32   |
| 합계         |         | 35             | 19             | 2               | 1               | 2               | 1               | 16        | 11        | 0    | 0    | 55   | 32   |
| 클럽         | 시즌    | 프리미어리그   | 프리미어리그   | FA 컵           | FA 컵           | 리그컵          | 리그컵          | 대륙간 컵 | 대륙간 컵 | 기타 | 기타 | 합계 | 합계 |
| 클럽         | 시즌    | 출장           | 득점           | 출장            | 득점            | 출장            | 득점            | 출장      | 득점      | 출장 | 득점 | 출장 | 득점 |
| 첼시         | 2004–05 | 26             | 10             | 2               | 0               | 4               | 1               | 9         | 5         | 0    | 0    | 41   | 16   |
| 첼시         | 2005–06 | 29             | 12             | 3               | 1               | 1               | 0               | 7         | 1         | 1    | 2    | 41   | 16   |
| 첼시         | 2006–07 | 36             | 20             | 6               | 3               | 5               | 4               | 12        | 6         | 1    | 0    | 60   | 33   |
| 첼시         | 2007–08 | 19             | 8              | 1               | 0               | 1               | 1               | 11        | 6         | 0    | 0    | 32   | 15   |
| 첼시         | 2008–09 | 24             | 5              | 6               | 3               | 2               | 1               | 10        | 5         | 0    | 0    | 42   | 14   |
| 첼시         | 2009–10 | 32             | 29             | 4               | 3               | 2               | 2               | 5         | 3         | 1    | 0    | 44   | 37   |
| 첼시         | 2010–11 | 36             | 11             | 2               | 0               | 0               | 0               | 7         | 2         | 1    | 0    | 46   | 13   |
| 첼시         | 2011–12 | 24             | 5              | 3               | 2               | 0               | 0               | 8         | 6         | 0    | 0    | 35   | 13   |
| 합계         |         | 226            | 100            | 27              | 12              | 15              | 9               | 69        | 34        | 4    | 2    | 341  | 157  |
| 클럽         | 시즌    | 중국 슈퍼 리그 | 중국 슈퍼 리그 | 중국 FA 컵      | 중국 FA 컵      | 리그 컵         | 리그 컵         | 대륙간 컵 | 대륙간 컵 | 기타 | 기타 | 합계 | 합계 |
| 클럽         | 시즌    | 출장           | 득점           | 출장            | 득점            | 출장            | 득점            | 출장      | 득점      | 출장 | 득점 | 출장 | 득점 |
| 상하이 선화  | 2012    | 11             | 8              | 0               | 0               | -               | -               | 0         | 0         | 0    | 0    | 11   | 8    |
| 합계         |         | 11             | 8              | 0               | 0               | –               | –               | 0         | 0         | 0    | 0    | 11   | 8    |
| 클럽         | 시즌    | 쉬페르리그     | 쉬페르리그     | 튀르키예 쿠파스 | 튀르키예 쿠파스 | 리그 컵         | 리그 컵         | 대륙간 컵 | 대륙간 컵 | 기타 | 기타 | 합계 | 합계 |
| 클럽         | 시즌    | 출장           | 득점           | 출장            | 득점            | 출장            | 득점            | 출장      | 득점      | 출장 | 득점 | 출장 | 득점 |
| 갈라타사라이 | 2012–13 | 13             | 5              | 0               | 0               | -               | -               | 4         | 1         | 0    | 0    | 17   | 6    |
| 갈라타사라이 | 2013–14 | 24             | 10             | 3               | 1               | -               | -               | 8         | 2         | 1    | 1    | 36   | 14   |
| 합계         |         | 37             | 15             | 3               | 1               | –               | –               | 12        | 3         | 1    | 1    | 53   | 20   |
| 클럽         | 시즌    | 프리미어리그   | 프리미어리그   | FA 컵           | FA 컵           | 리그 컵         | 리그 컵         | 대륙간 컵 | 대륙간 컵 | 기타 | 기타 | 합계 | 합계 |
| 클럽         | 시즌    | 출장           | 득점           | 출장            | 득점            | 출장            | 득점            | 출장      | 득점      | 출장 | 득점 | 출장 | 득점 |
| 첼시         | 2014–15 | 28             | 4              | 2               | 0               | 5               | 1               | 5         | 2         | 0    | 0    | 40   | 7    |
| 합계         |         | 28             | 4              | 2               | 0               | 5               | 1               | 5         | 2         | 0    | 0    | 40   | 7    |
| 총합         |         | 444            | 178            | 41              | 20              | 28              | 12              | 102       | 50        | 5    | 3    | 620  | 263  |

### 국가대표팀
| 대표팀       | 년도 | 친선 경기 | 친선 경기 | 국제 대회 | 국제 대회 | 총합 | 총합 |
| 대표팀       | 년도 | 출전      | 득점      | 출전      | 득점      | 출전 | 득점 |
| ------------ | ---- | --------- | --------- | --------- | --------- | ---- | ---- |
| 코트디부아르 |      |           |           |           |           |      |      |
| 2002         | 0    | 0         | 1         | 0         | 1         | 0    |      |
| 2003         | 4    | 1         | 3         | 3         | 7         | 4    |      |
| 2004         | 3    | 3         | 4         | 3         | 7         | 6    |      |
| 2005         | 3    | 1         | 5         | 6         | 8         | 7    |      |
| 2006         | 7    | 4         | 7         | 4         | 14        | 8    |      |
| 2007         | 6    | 3         | 2         | 1         | 8         | 4    |      |
| 2008         | 2    | 1         | 6         | 3         | 8         | 4    |      |
| 2009         | 1    | 1         | 5         | 6         | 6         | 7    |      |
| 2010         | 5    | 2         | 6         | 2         | 11        | 4    |      |
| 2011         | 2    | 1         | 3         | 4         | 5         | 5    |      |
| 2012         | 4    | 2         | 10        | 7         | 14        | 9    |      |
| 2013         | 2    | 1         | 7         | 3         | 9         | 4    |      |
| 2014         | 3    | 3         | 1         | 0         | 4         | 3    |      |
| 총합         |      | 42        | 23        | 60        | 43        | 102  | 65   |

## 수상 내역
올랭피크 드 마르세유
- 리그 1: 올해의 골 1회
- 리그 1: 올해의 팀 1회
- 리그 1: 올해의 선수 1회

첼시 FC
- 프리미어리그: 우승 (2004-05, 2005-06, 2009-10, 2014-15)
- FA컵: 우승 (2006-07, 2008-09, 2009-10, 2011-12)
- 커뮤니티 실드: 우승 (2005, 2009), 준우승 (2006, 2007, 2010, 2012, 2015)
- 풋볼 리그 컵: 우승 (2004-05, 2006-07)
- UEFA 챔피언스리그: 우승 (2011-12), 준우승 (2007-08)

갈라타사라이 SK
- 쉬페르리그: 우승 (2012-13)
- 튀르키예 쿠파스: 우승 (2013-14)
- 튀르키예 쉬페르 쿠파: 우승 (2013)

코트디부아르 축구 국가대표팀
- 아프리카 네이션스컵: 준우승 (2006, 2012)
- 아프리카 올해의 선수상: 2006, 2009
- 아프리카 네이션스컵 득점왕: 2012

개인
- 프리미어리그 득점왕: 2006-07, 2009-10
- 프리미어리그 도움왕: (2005-06)
- 프리미어리그 리그컵 MVP 1회
- FA컵 FA컵 결승 MVP 1회
- 커뮤니티 실드 커뮤니티 실드 MVP 1회
- UEFA 챔피언스리그 올해의 팀 1회
- 첼시 선수들이 뽑은 올해의 선수 1회
- FIFPro 월드 베스트 XI: 2007
- 2010년 FIFA 월드컵 맨 오브 더 매치: vs. 북한 (조별리그)
- BBC선정 올해의 아프리카 선수 1회
- 온제도르 1회
- PFA 올해의 팀 2회
- ESM 올해의 팀 1회
- 타임지 선정 올해의 인물 100명 선정 1회
- 골든 풋 1회

## 일화
- 2005년 10월, 드로그바의 조국 코트디부아르에서는 2002년부터 장기적인 내전이 벌어지고 있었다. 2006년 FIFA 월드컵 본선 진출 티켓을 거머쥔 뒤 드로그바는 TV 생중계 카메라 앞에서 무릎을 꿇고 "사랑하는 조국 여러분, 적어도 1주일 동안 만이라도 전쟁을 멈춥시다." 라고 호소하였다. 실제로 이후 1주일 동안 코트디부아르에서는 내전이 벌어지지 않았으며, 2년 후인 2007년에는 5년간 계속되어 왔던 내전이 완전히 종결되었다.
- 그 후 2011년 코트디부아르에 또다시 내전이 발생하자 드로그바는 "코트디부아르에는 화해와 용서가 필요하다" 고 말해 코트디부아르의 평화를 바라는 발언을 한다. 또는 그는 유엔에서 만든 위원회에서 활동한다. "드로그바, 코트디부아르 화합 촉구"
- 드로그바는 2008-09 시즌UEFA 챔피언스리그 FC 바르셀로나와의 준결승 2차전에서 첼시가 심판의 석연찮은 판정으로 탈락하자 격분하며 톰 헨닝 외브레뵈 주심에게 욕설을 퍼붓고, TV 중계 카메라를 향해서도 욕설을 하여[2] UEFA로부터 UEFA 챔피언스리그 2009-10 조별 리그전에서 3경기 출장 정지 처분을 받기도 하였다.
- 2010년 5월, 드로그바는 2010년 FIFA 월드컵을 대비한 일본과의 평가전을 앞두고 일본 언론과의 인터뷰를 가졌는데, 일본 대표팀의 월드컵 16강 전망을 묻는 질문에 "일본에게 기회는 없다", "일본은 물소 등 위의 작은 새" 라 혹평하며 일본 대표팀을 평가절하하였다. 그러나 이후 벌어진 평가전에서 일본 수비수 툴리오와 공을 두고 경합을 벌이던 도중 강한 태클에 심각한 팔 골절상을 입어 FIFA 월드컵 출전이 무산될 위기에 처하기도 하였다.
- 한국 네티즌들 사이에서는 그의 걸출한 기량과 해결사적 면모에 감탄하며 마치 신(神)과 같다는 뜻으로 그에게 "드록신"이라는 별명을 붙여 주었는데, 드로그바 본인도 한국 언론과의 인터뷰를 통해 이 같은 사실을 전해 듣고 그에 대해 굉장한 만족감을 표했다고 한다.
- 2011-12 시즌 28R 스토크 시티와의 홈 경기에서 첼시에서의 득점을 하며 프리미어리그 통산 100골을 기록하는 겹경사를 이루었다. 이 경기에서는 첼시가 스토크 시티에게 1-0으로 이겼다.
- 드록바는 첼시의 역사 레전드로 평가받는다

## 경력
- 2006년 아프리카 네이션스컵 국가대표
- 2006년 FIFA 월드컵 국가대표
- 2008년 아프리카 네이션스컵 국가대표
- 2010년 아프리카 네이션스컵 국가대표
- 2010년 FIFA 월드컵 국가대표
- 2012년 아프리카 네이션스컵 국가대표
- 2013년 아프리카 네이션스컵 국가대표
- 2014년 FIFA 월드컵 국가대표

## 같이 보기
- A매치 100경기 이상 출전한 축구 선수 명단